# Uno Alfredéen
Nils Uno Alfredéen, född 4 mars 1936, död 29 juni 2017, var en svensk entreprenör och styrelseproffs. Alfredéen var teknologie hedersdoktor vid Linköpings universitet samt ledamot av Kungliga Ingenjörsvetenskapsakademien.  
Alfredéen var ordförande i flera företag som Industrifonden, Företagskapital, Swedfund, Logica Svenska AB, skrivarföretaget Array Printers, kunskapsföretaget Celemi och Cambridge Technology Partners. Han verkade som ledamot i Backupcentralen, ÅF Industriteknik, Jibeck, Telia Data och Mydata Automation. Grundat i sin specialitet av att skapa strategiska allianser hade han ett stort antal uppdrag i USA, Japan och ett flertal europeiska länder. 
Han ledde också utvecklingsprogram för företagsledare, var författare till boken "Konsten att bygga framgångsrika företag", samt delaktig i grundandet av Styrelseakademien. 

## Familj
Unos föräldrar var Uno Allan Alfredéen och Alice Alfredéen. Han var gift med Monika Alfredéen. De fick tre barn och har 9 barnbarn.